# باراندون اونيل
باراندون اونيل (بالإنجليزية: Brandon O'Neill)‏ (12 أبريل 1994 ببرث في أستراليا - ) هو لاعب كرة قدم أسترالي في مركز الدفاع. لعب مع Perth RedStar FC ‏.

## وصلات خارجية
- باراندون اونيل على موقع دوري كوريا الجنوبية (الإنجليزية)
- باراندون اونيل على موقع قاعدة بيانات كرة القدم.إي يو (الإنجليزية)
- باراندون اونيل على موقع ناشيونال فوتبول تيمز (الإنجليزية)
- باراندون اونيل على موقع Soccerbase.com (لاعب) (الإنجليزية)
- باراندون اونيل على موقع Soccerway.com (الإنجليزية)
- باراندون اونيل على موقع عالم كرة القدم.نت (الإنجليزية)